# 日本声優事業社協議会
一般社団法人日本声優事業社協議会（にほんせいゆうじぎょうしゃきょうぎかい）は、声優事業社で構成される日本の業界団体。「JSYCC」「声事協（せいじきょう）」と呼ばれる。
日本音声製作者連盟、日本俳優連合と合同で、声優文化を守るための活動などを行う。

## 会員
2025年4月現在。

### 加盟プロダクション
- アイムエンタープライズ（2007年脱退、2012年2月1日再加盟）
- 青二プロダクション
- アクセルワン
- アクセント
- アクロス エンタテインメント
- AZクリエイティブ
- アーツビジョン（2007年脱退、2012年2月1日再加盟）
- アットプロダクション
- アトミックモンキー
- オフィスアネモネ
- EARLY WING
- アールグルッペ
- アル・シェア
- 81プロデュース
- エーエス企画
- studio A-CAT
- プロダクション・エース
- エスエスピー
- 大沢事務所
- オフィス薫
- 懸樋プロダクション
- ガジェットリンク
- 銀プロダクション
- クレイジーボックス
- ケッケコーポレーション
- ケンユウオフィス
- 賢プロダクション
- シグマ・セブン
- スチール・ウッド・ガーデン
- ステイラック
- zowieQ(イエローテイル)
- プロダクション・タンク
- テアトルアカデミー
- TABプロダクション
- オフィス・ティービー
- プロダクション東京ドラマハウス
- 東京俳優生活協同組合
- ぷろだくしょんバオバブ
- パワー・ライズ
- ビーフェクト
- B-Box
- フェザード
- BLACK SHIP
- マウスプロモーション
- 三木プロダクション
- ムーブマン
- Rush Style
- Ritrovo
- リマックス

### 賛助会員
- アミューズメントメディア総合学院
- 学校法人イーエスピー学園専門学校ESPエンターテインメント東京
- 学校法人大阪創都学園大阪アニメーションカレッジ専門学校
- 大阪アニメ・声優＆eスポーツ専門学校
- 大阪芸術大学グループ
- 学校法人尚美学園 尚美ミュージックカレッジ専門学校
- 洗足学園音楽大学
- 専門学校東京アナウンス学院
- 学校法人創都学園東京アニメーションカレッジ専門学校
- 東京アニメ・声優＆eスポーツ専門学校
- 学校法人東京メディアアカデミー 専門学校 東京声優・国際アカデミー
- 東京ダンス・俳優&舞台芸術専門学校
- 日本大学芸術学部
- ビジュアルアーツ専門学校 大阪
- 総合学園ヒューマンアカデミーパフォーミングアーツカレッジ
- 学校法人山口精華学園
- 代々木アニメーション学院